# Uta no Prince-sama
Uta no Prince-sama (яп. うたの☆プリンスさまっ♪ Ута но Пуринсу-сама, часто сокращается до Uta-Pri; «Поющий принц») — серия компьютерных игр в жанре «визуальный роман» для девушек, выпущенных компанией Broccoli только для платформы PSP. Была адаптирована в мангу в конце 2010 года. В феврале 2011 года была анонсирована аниме-адаптация и в июле 2011 года вышло аниме под названием Uta no Prince-sama: Maji Love 1000% (яп. うたの☆プリンスさまっ♪ マジLOVE1000%), производством занималась студия A-1 Pictures.

## Сюжет
Харука Нанами поступает в академию искусств, где готовят поп-идолов для японской сцены и композиторов. Там она знакомится с шестью парнями, для которых ей поочерёдно придётся выступать в роли композитора. Условие только одно — Харука ни в коем случае не должна влюбляться ни в одного из своих красивых партнёров.

## Персонажи
Харука Нанами (яп. 七海 春歌 Нанами Харука) — главная героиня. 15 лет. Немного рассеянная и наивная девушка. Учится в академии на композитора в группе А, обладает незаурядным талантом, играет на фортепиано. Так как в детстве жила с бабушкой и отличается не слишком крепким здоровьем, её пугает шум большого города и знакомство с новыми людьми. Является фанаткой творчества поп-идола Хаято.
Сэйю: Миюки Савасиро
Отоя Иттоки (яп. 一十木 音也 Иттоки Отоя) — первый спаситель Нанами, который помог ей, когда её не пускали в Академию. 17 лет. Обучается с ней в одной группе, её первый партнер по музыкальному конкурсу. Надёжный, оптимистичный и всегда готовый поддержать Нанами в трудный момент. Учится на певца. Его инструмент — гитара. Живёт в одной комнате с Токией Итиносэ. Его мать рано умерла, а об отце ничего не говорили, из-за чего он рос в детском доме, что выясняется во втором сезоне аниме. Участник группы Starish.
Сэйю: Такума Тэрасима
Масато Хидзирикава (яп. 聖川 真斗 Хидзирикава Масато) — 17 лет. Наследник семьи Хидзирикава, обучающийся в одной группе с Нанами, Отоей, Нацуки и Томотикой. Будущий певец, играет на фортепиано. Принял решение поступить в Академию после первой встречи с Нанами. Считает, что именно она открыла ему красоту музыки. Живёт в одной комнате с Рэном Дзингудзи. Во втором сезоне выясняется, что он, как и остальные участники группы Starish, влюблен в Нанами. Участник группы Starish.
Сэйю: Кэнъити Судзумура
Нацуки Синомия (яп. 四ノ宮 那月 Синомия Нацуки) — парень, которому нравятся миленькие вещицы. 18 лет. Также обучается на певца в группе с Нанами и остальными из группы А. Синдром Близнецов заставляет его перевоплощаться в другого человека (Сацуки, который является гением музыки, но обладает ужасной вспыльчивостью) при снятии с него очков. Однако, надев их обратно, он совершенно ничего о перевоплощении не помнит. Любит готовить, хоть и не имеет к этому таланта и может легко отравить своей едой. Влюблён в Нанами, которая напомнила ему его собаку. Живёт в одной комнате с Сё Курусу, которого периодически пытается облачить в милую (чаще всего женскую) одежду. Обожает все миниатюрное. Его инструмент — альт. Участник группы Starish.
Сэйю: Кисё Танияма
Хаято/Токия Итиносэ (яп. 一ノ瀬 トキヤ Итиносэ Токия) — ученик класса S. 17 лет. Хаято — уже известный поп-идол на японской сцене. Изначально в академии представляется своим братом-близнецом Токией, но в ходе сюжета остальные раскрывают его. Обычно холоден со всеми. На первых порах сэнсэй обвиняет его в бездушном отношении к музыке. Но позже, благодаря друзьям, постепенно раскрывается и показывает свой настоящий характер. Живёт в комнате вместе с Отоей Иттоки. Участник группы Starish.
Сэйю: Мамору Мияно
Рэн Дзингудзи (яп. 神宮寺 レン Дзингу:дзи Рэн) — второй спаситель Нанами, наследник семьи, ловелас. 18 лет. Вес 68 кг. Группа S. Заигрывает с Нанами преимущественно перед Масато. Поступил в Академию по велению семьи, против своего желания. Однако Нанами сумела возродить его интерес к обучению. Имеет старшего брата. Будущий певец, играет на саксофоне. Живёт в комнате с Масато Хидзирикавой. В свободное время любит играть в дартс. Участник группы Starish.
Сэйю: Дзюнъити Сувабэ
Сё Курусу (яп. 来栖 翔 Курусу Сё:) — симпатичный парень, почти всегда ходящий в шляпе. Является фанатом своего классного руководителя, по совместительству популярного актёра, Рюя Хюга. Страдает от боязни высоты. Побаивается Нацуки. Обучается в группе S. Живёт в комнате с Нацуки Синомией. Играет на скрипке. 17 лет. Участник группы Starish. Персонаж получил первое место на вручении наград Dengeki Girl's Style как самый популярный в отомэ-играх 2011 года.
Сэйю: Хиро Симоно
Сесиль Айдзима (яп. 愛島 セシル Айдзима Сэсиру) — принц далекой страны Агнаполис. Приходил к Харуке в обличье чёрного кота. Благодаря музыке Нанами, смог снова стать человеком. Возраст 18 лет. Первоначально не хотел быть звездой, но потом, благодаря наставникам и друзьям, понял, что был не прав. Играет на флейте. Участник группы Starish.
Сэйю: Косукэ Ториуми
Ринго Цукимия (яп. 月宮 林檎 Цукимия Ринго) — классный руководитель группы А. Раскрученная звезда на телевидении, очень известен. Одевается как девушка, хотя является мужчиной. 23 года.
Сэйю: Юити Накамура
Рюя Хюга (яп. 日向 龍也 Хю:га Рю:я) — классный руководитель группы S. Популярный актёр, снимается преимущественно в боевиках и приключенческих фильмах. Очень требователен к своим ученикам. 26 лет.
Сэйю: Кодзи Юса
Томотика Сибуя (яп. 渋谷 友千香 Сибуя Томотика) — подруга Нанами, с которой та познакомилась при поступлении, и её соседка по комнате. Учится в группе А на певицу. Жизнерадостная и энергичная. 15 лет.
Сэйю: Юка Имаи
Ай Микадзэ (яп. 美風 藍 Микадзэ Ай) — самый младший наставник Starish и поп-идол. Участник группы Quartet night. Возраст 15 лет. Играет на синтезаторе. Парень с таинственной аурой, неразговорчивый, личность окутана тайной. В третьем сезоне узнается, что он робот.
Сэйю: Сёта Аои
Раммару Куросаки (яп. 黒崎 蘭丸 Куросаки Раммару) — симпатичный парень. Участник группы Quartet night. Возраст 22 года. Играет на бас-гитаре. Был одним из трёх наследников семьи Куросаки, но семья обанкротилась. Любимая музыка — рок. Обожает мясные блюда. Любит командовать, не любит богачей.
Сэйю: Тацухиса Судзуки
Рэйдзи Котобуки (яп. 寿 嶺二 Котобуки Рэйдзи) — самый старший из певцов академии. Участник группы Quartet night. Характер схож с характером Отои (особенно в части «энергию некуда девать»). Хотя иногда (очень редко, точнее пару раз в третьем сезоне) показывал, что он не такой беспечный вечный оптимист, как кажется. Любит ретро. Возраст 25 лет. Играет на маракасах.
Сэйю: Сётаро Морикубо
Камю (яп. カミュ Камю) — считает себя знаменитым графом (хотя, может это так и есть). Участник группы Quartet night. Имеет изящные манеры, на всех смотрит сверху вниз. Очень любит сладости. Возраст 20 лет. Играет на виолончели. Признает себя Королём всего и вся и очень любит поучать Сесиля Айдзиму.
Сэйю: Томоаки Маэно

## Игры
Всего на конец 2011 года серия состоит из 5 игр в жанре отомэ. Все они доступны только для PSP и только на японском языке.
Первая игра серии Uta no Prince-sama вышла 24 июня 2010 года. Игрок играет за Харуку Нанами, поступившую в академию искусств, и строящую отношения с 7 парнями, одного из которых она должна выбрать своим напарником для финального концерта.
Альтернативные сиквелы к первой игре Uta no Prince-Sama: Amazing Aria, вышедший 23 декабря 2010 года, и Uta no Prince-Sama: Sweet Serenade, изданный 11 февраля 2011 года, повествуют о подготовке к финальному концерту. В начале игр выбирается один из парней и отношения строятся только с ним: ссоры ухудшат результат на финальном концерте, а высокий показатель «любви» принесет победу. В Amazing Aria для выбора доступны сюжеты учеников класса A и Сесиля, тогда как в Sweet Serenade играбельны три ученика класса S. Наличие сохранения первой игры с пройденным персонажем даст бонус к начальному уровню отношений с этим персонажем в этих версиях.
11 августа 2011 года вышла Uta no Prince-Sama: Repeat. Игра была названой лучшей консольной отомэ-игрой года на вручении премии Dengeki Girl's Style и получила второе место за «Лучший сценарий».
24 ноября 2011 года была издана Uta no Prince-Sama: Music. После победы на финальном концерте Харука старается улучшить свои навыки. Основная часть геймплея — музыкальный симулятор, набирая очки в котором можно открыть дополнительные сцены с парнями.
Выход следующей игры Uta no Prince-Sama: Debut, продолжающей основной сюжет серии, был запланирован на 22 марта 2012 года, но был отложен до 24 мая. Игра получила титул самой ожидаемой на вручении наград среди отомэ-игр Dengeki Girl's Style.
В 2019—2020 году для консоли «Nintendo Switch» будут портированы следующие отомэ-игры: Repeat Love, Amazing Aria & Sweet Serenade Love, Debut.
Отоме-игра «Uta no Prince-sama♪: Repeat LOVE for Nintendo Switch» поступила в продажу 19 декабря 2019 года.

## Аниме
В феврале 2011 года была анонсирована аниме-адаптация и в июле 2011 года вышло аниме под названием Uta no Prince-sama: Maji Love 1000% (яп. うたの☆プリンスさまっ♪ マジLOVE1000%), производством занималась студия A-1 Pictures. В январе 2012 года было объявлено о планирующемся выходе второго сезона аниме. Его показ был начат в апреле 2013 года. Третий сезон аниме начался в апреле 2015 года и закончился 28 июня 2015 года. Четвёртый сезон вышел в октябре 2016 года. Анонсирована полнометражка на 2019 год в кинотеатрах Японии.
Кассовые сборы полнометражного фильма Uta no Prince-sama: Maji Love KINGDOM превысили отметку в 1,7 миллиарда йен. DVD релиз полнометражного фильма Uta no Prince-sama: Maji Love KINGDOM состоялся 25 декабря 2019 года.

## Музыка
Саундтрек игры получил множество различных наград.
Заглавная песня аниме Maji Love 1000% получила первое место на вручении наград среди отомэ-игр Dengeki Girl's Style. Она также оказалось самой продаваемой character song 2011 года. Было продано 53 000 копий.